# Apalacris xizangensis
Apalacris xizangensis är en insektsart som beskrevs av Bi, D. 1984. Apalacris xizangensis ingår i släktet Apalacris och familjen gräshoppor. Inga underarter finns listade i Catalogue of Life.